# Franco Quiroga
Franco Tomás Quiroga (Cutral Có, Neuquén, Argentina, 23 de diciembre de 1986) es un futbolista argentino juega como mediocampista en Tristán Suárez de la Primera B Metropolitana.

## Trayectoria
En 2005 debutó  en el Club Atlético Temperley de Primera B, tercera categoría del fútbol argentino. Tras un buen rendimiento es fichado por el Club Olimpo de Bahía Blanca donde logró dos títulos y un ascenso a la Primera División. 
En 2007 firma con el Club Atlético Nueva Chicago de la Primera B Nacional, al igual que su club anterior. Allí se mantuvo una temporada, en la que su equipo descendió de categoría debido a una quita de puntos.
En 2008, tras estar a prueba en la Asociación Atlética Argentinos Juniors firma contrato dando su gran salto a la Primera División de Argentina. En Argentinos Juniors logró un buen rendimiento en su primer año jugando pese a ser banca. En este club logró jugar por primera vez un torneo internacional, la Copa Sudamericana 2008, donde su equipo llegó a semifinales. Tras la legada de Claudio Borghi como entrenador, no tendría oportunidades de jugar. 
Finalmente, parte al Club de Deportes Santiago Wanderers, club recién ascendido a la Primera División de Chile para buscar continuidad. En Santiago Wanderers logró cumplir una primera buena campaña armando dupla en el medio campo junto con Pablo López y desarrollando una nueva posición como volante mixto. Tras su buen 2010 renueva su préstamo aunque su siguiente temporada no comenzaría de buena forma debido a constantes lesiones y bajos rendimientos. 
A fines del año 2011 su contrato no es renovado y pasa al Club Sportivo Independiente Rivadavia, donde tuvo un paso sin sobresaltos. Luego, en 2013 firma con San Martín de San Juan para encarar su regreso a la máxima categoría del fútbol argentino.
En 2015 firma para el Club Atlético Tucumán bajo la dirección técnica de Juan Manuel Azconzabal. Allí consigue el ascenso a la Primera División de Argentina. 
A mediados de 2017, al finalizar su contrato, firma con Nueva Chicago de la Primera B Nacional, donde ya había jugado entre 2007 y 2008, buscando continuidad.

## Clubes
Actualizado al 4 de febrero de 2018.
| Club                    | País      | Año       | PJ | Goles |
| ----------------------- | --------- | --------- | -- | ----- |
| Temperley               | Argentina | 2005-2006 | 21 | 1     |
| Olimpo                  | Argentina | 2006-2007 | 21 | 0     |
| Nueva Chicago           | Argentina | 2007-2008 | 32 | 2     |
| Argentinos Juniors      | Argentina | 2008-2009 | 30 | 1     |
| Santiago Wanderers      | Chile     | 2010-2011 | 37 | 2     |
| Independiente Rivadavia | Argentina | 2012-2013 | 52 | 1     |
| San Martín de San Juan  | Argentina | 2013-2014 | 55 | 1     |
| Atlético Tucumán        | Argentina | 2015-2017 | 37 | 1     |
| Nueva Chicago           | Argentina | 2017      | 15 | 0     |
| Tristán Suárez          | Argentina | 2018-Act. | 11 | 1     |

## Palmarés

### Campeonatos nacionales
| Título             | Club             | País      | Año     |
| ------------------ | ---------------- | --------- | ------- |
| Primera B Nacional | Olimpo           | Argentina | 2006/07 |
| Primera B Nacional | Atlético Tucumán | Argentina | 2015    |